# Hexarthrius rhinoceros
Hexarthrius rhinoceros es una especie de coleóptero de la familia Lucanidae. Presenta las subespecies:
- Hexarthrius rhinoceros chaudoiri
- Hexarthrius rhinoceros hansi
- Hexarthrius rhinoceros rhinoceros

## Distribución geográfica
Habita en Java (Indonesia).